# آنا نیگل
آنا نیگل (انگلیسی: Anna Neagle; ۲۰ اکتبر ۱۹۰۴ – ۳ ژوئن ۱۹۸۶) هنرپیشه تئاتر و سینمای اهل بریتانیا بود که بین سال‌های ۱۹۱۷ تا ۱۹۸۶ میلادی فعالیت می‌کرد.